# هنت أويل
هنت أويل هي شركة نفط وغاز مستقلة ومقرها في دالاس، تكساس. نشاطها الرئيسي هو إنتاج النفط في الولايات المتحدة وكندا واليمن. [1] وتشارك أيضا في مشاريع إنتاج الغاز الطبيعي المسال في اليمن (اليمن للغاز الطبيعي المسال) وبيرو (بيرو للغاز الطبيعي المسال
جنبا إلى جنب مع ماغنوم شركة الموارد هنتر، وشركة حفر الآبار في اللعب النسر فورد السجيل، وتقع في حوض الخليج الغربي في جنوب تكساس. [5] هنت أويل هي واحدة من أكبر القطاع الخاص الذي عقد شركة في الولايات المتحدة، مع 4000000000 $ في عام 2013 إيرادات. وهي واحدة من العديد من الشركات هانت النشطة في مجال الطاقة والعقارات والاستثمارات، وتربية المواشي والبنية التحتية. في 2007 وقعت هنت أويل عقدا لتقاسم الإنتاج مع حكومة اقليم كردستان للمشاركة في التنقيب عن النفط والغاز واستخراج. [6]